# Mariana Treviño
Mariana Treviño Ortiz (Monterrey, 21 november 1977) is een Mexicaanse actrice. Ze speelde in diverse films en series, waaronder La Casa de las Flores (2019-2020) en Narcos: Mexico (2020).

## Biografie
Treviño begon haar carrière in 2009 met de jukeboxmusical Mentiras: el musical met de rol van Lupita. Ze speelde in de film Perfectos desconocidos (2018), een remake van de Italiaanse film Perfetti sconosciuti uit 2016. Treviño speelde samen met Tom Hanks in de film A Man Called Otto (2022). Regisseur Marc Forster merkte op dat hij "weggeblazen" was door haar auditietape, die op haar telefoon was opgenomen vanuit een hotelkamer in Spanje.

## Filmografie

### Film
- Luciana (2010)
- No sé si cortarme las venas o dejármelas largas (2013)
- Tercera Llamada (2013)
- Amor de mis amores (2014)
- Elvira, te daría mi vida pero la estoy usando (2014)
- Una última y nos vamos (2015)
- Sabrás qué hacer conmigo (2015)
- La vida inmoral de la pareja ideal (2016)
- Cómo cortar a tu patán (2017)
- Overboard (2018)
- Eres mi pasión (2018)
- Perfectos desconocidos (2018)
- Polvo (2019)
- Los Rodríguez y el más allá (2019)
- Dedicada a mi Ex (2019)
- La Liga de los 5 (2020, stem)
- A Man Called Otto (2022)
- El sabor de la Navidad (2023)
- How the Gringo Stole Christmas (2023)
- Caras Vemos (2024)

### Televisie
- Alguien Más (2013, 5 afleveringen)
- Club de Cuervos (2015-2019, 43 afleveringen)
- La Casa de las Flores (2019-2020, 11 afleveringen)
- Narcos: Mexico (2020, 3 afleveringen)
- 100 días para enamorarnos (2020-2921, 92 afleveringen)
- Cecilia (2021, 8 afleveringen)
- Érase una vez... pero ya no (2022, 6 afleveringen)

## Theater
- Mentiras: el musical (2009-2012)
- Nunca es tarde para aprender francés (2015)
- Annie: Anita la huerfanita (2015-2016)